# Tomisato
Tomisato è una città giapponese della prefettura di Chiba.